# Volga i Sibir'
Volga i Sibir' (in cirillico Волга и Сибирь, lett. "Volga e Siberia") è un film del 1914 diretto da Vasilij Michajlovič Gončarov.